# Wapienniki (Duszniki-Zdrój)
Wapienniki (niem. Hordis) – część miasta Duszniki-Zdrój (województwo dolnośląskie), położona w  zachodnim obszarze miasta.

## Położenie
Wapienniki to była wioska, obecnie jest to część Dusznik-Zdroju, leżąca w zachodniej części miasta, przy drodze krajowej nr 8, na wysokości około 590–610 m n.p.m.

## Historia
Wapienniki powstały najprawdopodobniej w połowie XIX wieku, wcześniej na terenie osady istniała cegielnia, a poniżej miejskie wapienniki Dusznik-Zdroju. W późniejszym okresie miejscowość znalazła się na uczęszczanej trasie turystycznej na Kozią Halę i powstała tutaj gospoda „Przy Zielonym Lesie”. W miejscowości która pełniła rolę kolonii Dusznik-Zdroju istniał także mały kamieniołom.
Po wojnie włączone do nowo utworzonego miasta Duszniki-Zdrój, gdzie przetrwały do końca 1969 roku; 1 stycznia 1970 wyłączono je z Duszniki-Zdroju i włączono do gromady Łężyce. Tam przetrwały zaledwie trzy lata, bo już 1 stycznia 1973 włączono je z powrotem w granice miasta Duszniki-Zdrój.
Pod koniec lat 80. XX wieku na południe od miejscowości, na tzw. Jamrozowej Polanie powstał duży, dobrze wyposażony ośrodek narciarstwa klasycznego, z urządzeniami sportowymi i zapleczem hotelarsko-gastronomicznym.  

## Galeria

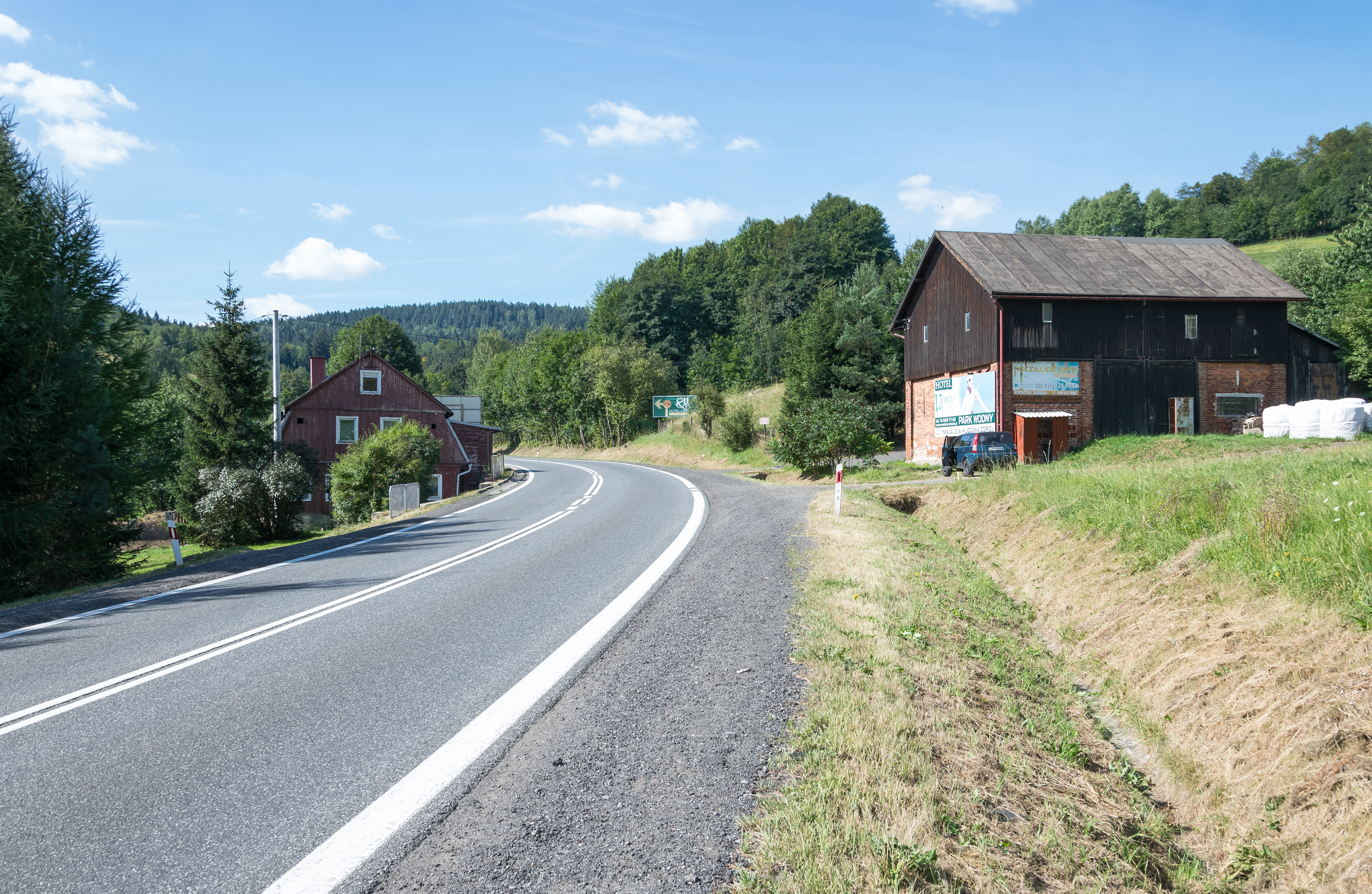
Droga krajowa nr 8
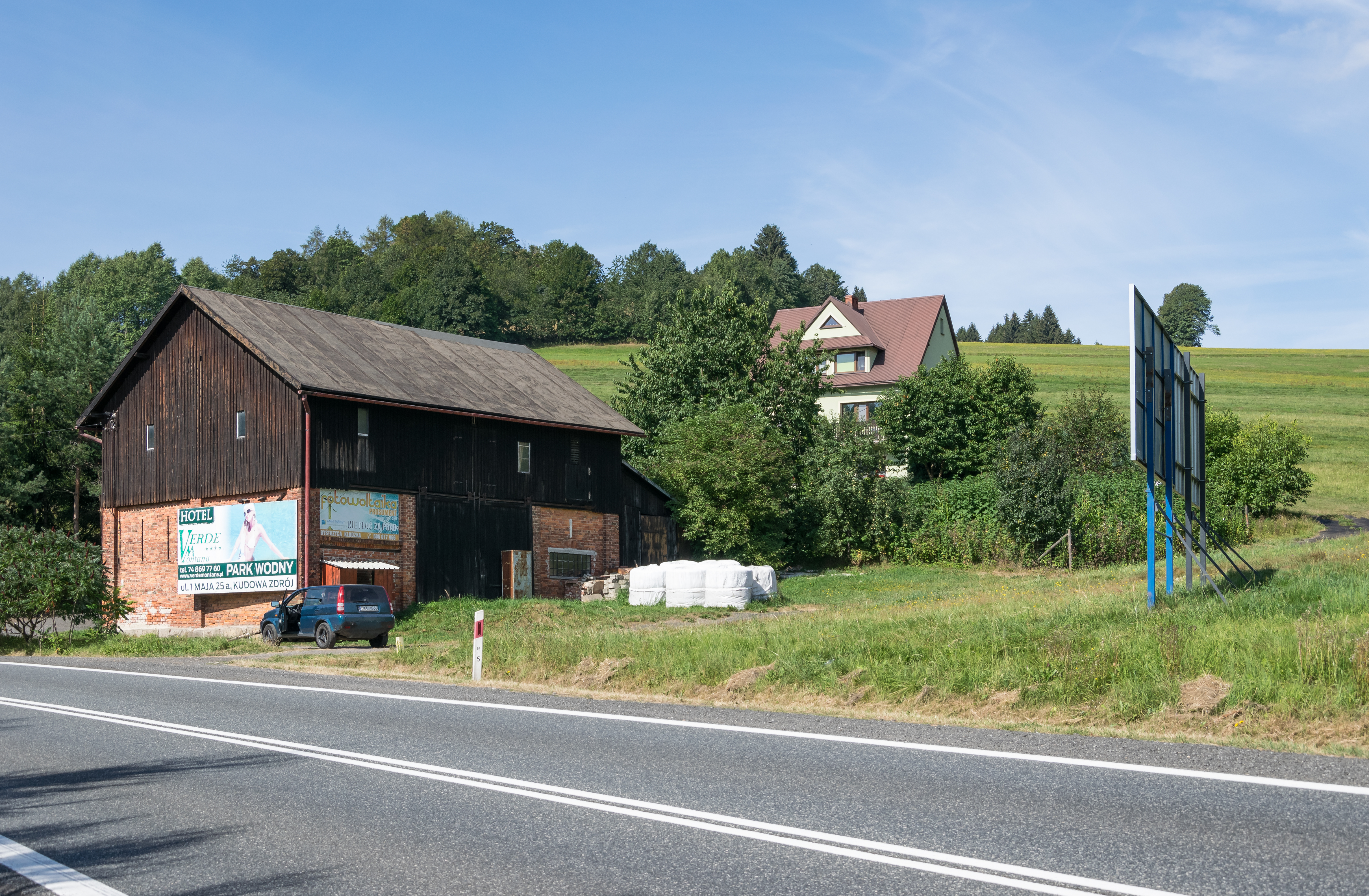
Domy
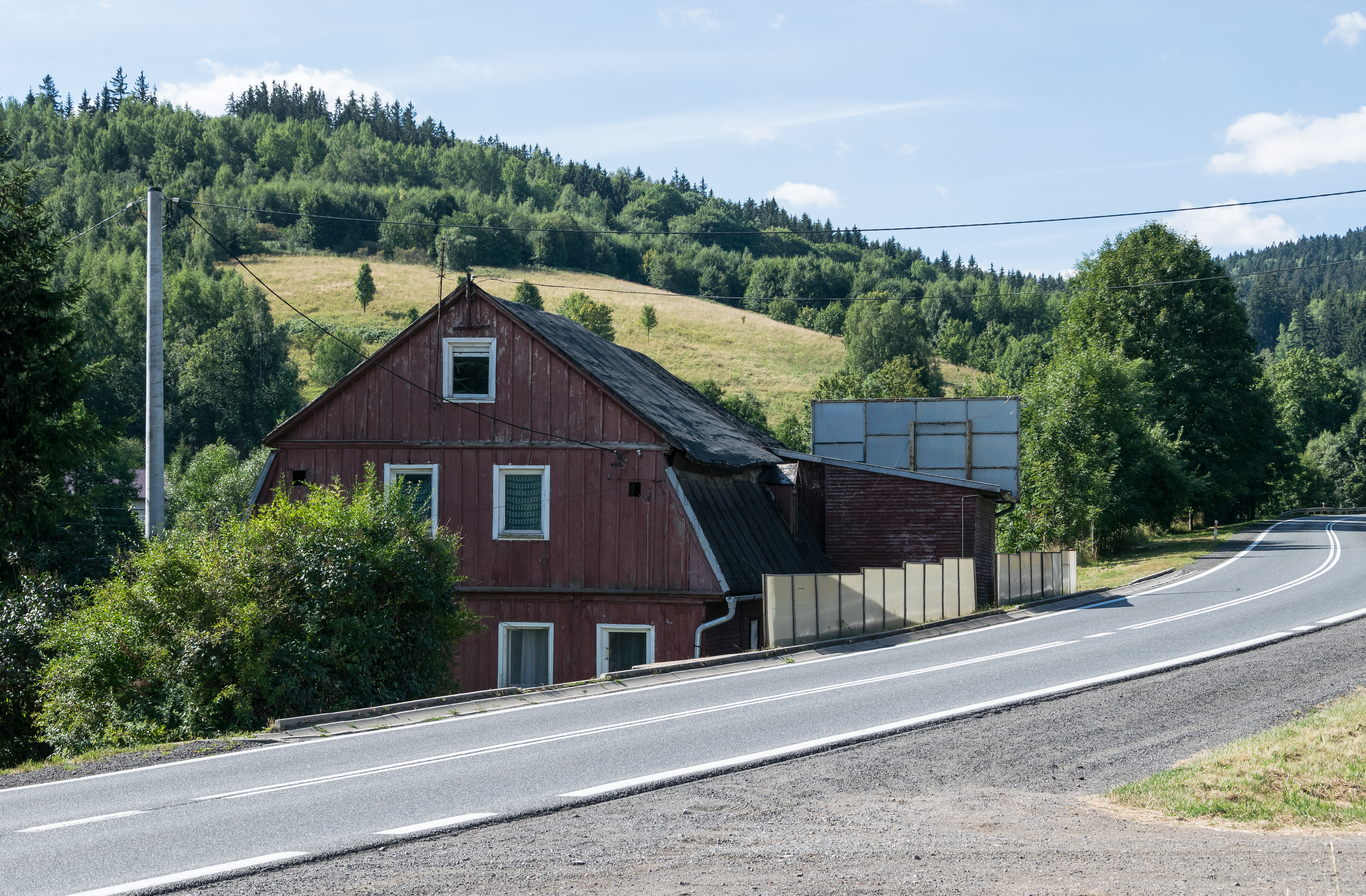
Dom nr 24